# Océane Dodin
Océane Dodin (nascida em 24 de outubro de 1996) é uma tenista profissional francesa. 
Dodin alcançou a posição mais alta de sua carreira em simples no ranking da WTA, de nº 46, em junho de 2017, e em duplas, nº 375, em outubro de 2017. Ela ganhou um título do WTA Tour na Coupe Banque Nationale 2016 e mais 16 títulos de simples no Circuito Feminino da ITF. Seu melhor resultado em chaves de simples em um torneio Major foi chegar à quarta rodada do Australian Open de 2024.

## Vida pessoal
Dodin nasceu em 24 de outubro de 1996 em Lille. Filha única, ela jogava tênis com os pais e era treinada pelo pai, Frédéric Dodin. Seus ídolos do tênis incluem Maria Sharapova e Roger Federer.

## Carreira profissional

### 2011–13: Qualificação para o Aberto da França e primeiro título do Circuito ITF
Dodin começou a jogar no Circuito Feminino da ITF em julho de 2011, aos 14 anos. Ela participou pela primeira vez no torneio de $ 10 mil em Valladolid, onde se classificou para a chave principal. Sua primeira conquista significativa foi em março de 2012, em um torneio de US$ 10 mil em Bron, onde depois de passar pela qualificatória alcançou sua primeira semifinal.
Em abril de 2013, Dodin chegou à sua primeira final no circuito profissional e conquistou o título no torneio ITF Les Franqueses del Vallès [en]. Ela seguiu com sua primeira qualificatória para Grand Slam no Aberto da França. Como "wild card", ela enfrentou uma jogadora de ranking muito superior, Teliana Pereira, e perdeu em dois sets.

### 2014: Boas atuações no Circuito ITF, estreia no top 200
Dodin não fez nenhum progresso nos primeiros quatro meses, mas depois ganhou dois torneios consecutivos de US$ 10 mil em Antalya e Amarante. Em julho, ela chegou às semifinais de um torneio de US$ 15 mil em Imola, antes de chegar à final do evento de US$ 10 mil em Valladolid. Em setembro, ela ganhou seu primeiro torneio de nível de US$ 25 mil em Shrewsbury e fez sua estreia entre as 500 primeiras.
Isso a ajudou a fazer sua estreia no WTA Tour – na qualificatória para o Luxembourg Open. Ela não conseguiu chegar à chave principal, perdendo para Ivana Jorović [en] em jogo de três sets. Dodin então alcançou sua primeira final do torneio de nível ITF mais alto (US$ 100k) em Poitiers, perdendo para Timea Babos em jogo muito disoutado de três sets. Ela também avançou para as semifinais do Open de Limoges, sua estreia no WTA Challenger Tour, perdendo para Kristina Mladenovic em outro jogo de três sets. Finalmente, ela ganhou o torneio Zawada de US$ 25 mil ao derrotar Jeļena Ostapenko na final  em sets diretos, e assim fez sua estreia entre as 200 primeiras.

### 2015: Estreia no Grand Slam e WTA Tour
Na nova temporada, Dodin fez sua estreia na chave principal de um Grand Slam no Australian Open devido a um "wild card". Ela venceu sua primeira partida de Grand Slam, derrotando Alison Riske na primeira rodada. Na rodada seguinte, enfrentou Karolína Plíšková mas perdeu em três sets. Depois de algumas tentativas, ela estreou no WTA Tour como uma "lucky loser" no Internationaux de Strasbourg mas perdeu em sua estreia na chave principal para Coco Vandeweghe em disputados set diretos. No Aberto da França, ela recebeu outro "wild card" para um torneio Major, mas perdeu para Kurumi Nara [en] na primeira rodada em jogo de três sets.
No início de junho, ela estreou em quadras de grama, disputando a chave principal do Rosmalen Championships, mas perdeu na primeira rodada. Em Wimbledon, ela não conseguiu chegar à chave principal, perdendo na primeira rodada da qualificatória para a compatriota Stéphanie Foretz em sets diretos e foi forçada a retornar ao Circuito ITF. No US Open, ela recebeu outro "wild card" que lhe permitiu alcançar uma grande vitória, ao derrotar a ex-número 1, Jelena Janković, na primeira rodada em jogo de três sets. No final do ano, ela disputou mais duas qualificatórias para torneios WTA. Ela falhou no primeiro, o Linz Open, mas depois teve sucesso no Luxembourg Open porém, perdeu na estreia da chave principal. Ela terminou o ano ganhando o título no torneio de US$ 25k em Shrewsbury.

### 2023: Primeira vitória no Aberto da França desde 2017
Ranqueada em 122º lugar quando do Aberto da França de 2023, Dodin registrou sua primeira vitória em Majors em seis anos sobre a jogadora "wild card" e compatriota Séléna Janicijevic [en], vingando sua derrota em Estrasburgo na temporada passada. Na segunda rodada, ela perdeu para a sétima "cabeça de chave", Ons Jabeur. No final de 2023, ela conquistou títulos consecutivos nos torneios ITF "22ème Engie Open Nantes Atlantique" (W60 Nantes) e "Kyotec Open" (W40 Petange), trazendo sua classificação de volta ao top 100, no 93º lugar, o máximo da temporada.

### 2024: Primeira quarta rodada em Major
Dodin chegou à quarta rodada em um torneio Major pela primeira vez em sua carreira no Australian Open de 2024, sem nunca ter passado da segunda rodada de um Grand Slam antes. Nessa campanha, ela derrotou a 29ª cabeça-de-chave Zhu Lin na primeira rodada, Martina Trevisan na segunda e a compatriota Clara Burel na terceira, todos os jogos em sets diretos. Na quarta rodada, ela perdeu para a 12ª cabeça-de-chave Zheng Qinwen também em sets diretos. No WTA 1000, Miami Open ela substituiu a 29ª cabeça de chave Marta Kostyuk após sua desistência, diretamente na segunda rodada da chave principal como uma "lucky loser" e chegou à terceira rodada pela primeira vez neste torneio derrotando Arantxa Rus, e apenas pela segunda vez neste nível.
Dodin deu início à temporada em quadras de saibro no Open Internacional Femení Solgironès, no qual, não passou da primeira rodada. Em seguida, tentou o Porsche Tennis Grand Prix, mas não passou pela qualificatória, o mesmo aconteceu no Aberto de Madri. Não passou da primeira rodada no Catalonia Open. No Aberto de Roma, depois de passar pela qualificatória como "lucky loser", foi obrigada a desistir de sua partida na chave principal contra Irina-Camelia Begu, devido a uma contusão.
Depois da recuperação, Dodin iniciou a temporada em quadras de grama direto no Torneio de Wimbledon, no qual perdeu para a vinda da qualificatória, Daria Snigur, na primeira rodada em sets diretos.

## Finais WTA

### Simples: 1 (1 título)
| Legenda       |
| ------------- |
| Grand Slam    |
| WTA 1000      |
| WTA 500       |
| WTA 250 (1–0) |

| Finais por piso |
| --------------- |
| Duro (0–0)      |
| Saibro (0–0)    |
| Grama (0–0)     |
| Carpete (1–0)   |

| Status | Data     | Torneio                   | Nível         | Piso        | Oponente     | Placar   |
| ------ | -------- | ------------------------- | ------------- | ----------- | ------------ | -------- |
| Venceu | Set 2016 | Tournoi de Québec, Canadá | International | Carpete (i) | Lauren Davis | 6–4, 6–3 |

## Finais do Circuito ITF

### Simples: 28 (17 títulos, 11 vices)
| Legenda                      |
| ---------------------------- |
| Torneio de US$ 100.000 (1–2) |
| Torneio de US$ 60.000 (3–3)  |
| Torneio de US$ 40.000 (1–0)  |
| Torneio de US$ 25.000 (9–5)  |
| Torneio de US$ 10.000 (3–1)  |

| Finais por piso |
| --------------- |
| Duro (15–7)     |
| Saibro (1–4)    |
| Carpete (1–0)   |

| Status | V-D   | Data     | Torneio                                     | Nível    | Piso       | Oponente             | Placar           |
| ------ | ----- | -------- | ------------------------------------------- | -------- | ---------- | -------------------- | ---------------- |
| Venceu | 1–0   | Abr 2013 | ITF Les Franqueses del Vallès [en], Espanha | 10.000   | Duro       | Tess Sugnaux         | 6–3, 6–3         |
| Venceu | 2–0   | Mai 2014 | ITF Antalya, Turquia                        | 10.000   | Duro       | Alexa Guarachi       | 4–6, 6–4, 6–3    |
| Venceu | 3–0   | Jun 2014 | ITF Amarante, Portugal                      | 10.000   | Duro       | Valeriya Strakhova   | 6–3, 6–2         |
| Perdeu | 3–1   | Jul 2014 | ITF Valladolid, Espanha                     | 10.000   | Duro       | Laura Pous Tió       | 6–4, 5–7, 2–6    |
| Venceu | 4–1   | Set 2014 | ITF Shrewsbury [en], Reino Unido            | 25.000   | Duro (i)   | Carina Witthöft      | 6–4, 6–3         |
| Perdeu | 4–2   | Out 2014 | ITF Poitiers [en], França                   | 100.000  | Duro (i)   | Tímea Babos          | 3–6, 6–4, 5–7    |
| Venceu | 5–2   | Nov 2014 | ITF Zawada, Polônia                         | 25.000   | Carpet (i) | Jeļena Ostapenko     | 7–5, 6–4         |
| Perdeu | 5–3   | Ago 2015 | ITF Westende, Bélgica                       | 25.000   | Duro       | Mihaela Buzărnescu   | 1–6, 1–6         |
| Venceu | 6–3   | Nov 2015 | ITF Shrewsbury, Reino Unido (2)             | 25.000   | Duro (i)   | Freya Christie       | 7–6(3), 7–5      |
| Perdeu | 6–4   | Jul 2016 | ITF Contrexéville [en], França              | 100.000  | Saibro     | Pauline Parmentier   | 1–6, 1–6         |
| Perdeu | 6–5   | Ago 2016 | ITF Koksijde, Bélgica                       | 25.000   | Saibro     | Richèl Hogenkamp     | 3–6, 6–4, 3–6    |
| Venceu | 7–5   | Set 2016 | ITF Barcelona [en], Espanha                 | 25.000   | Saibro     | Ioana Loredana Roșca | 6–3, 6–4         |
| Venceu | 8–5   | Out 2016 | ITF Poitiers, França                        | 100.000  | Duro (i)   | Lauren Davis         | 6–4, 6–2         |
| Perdeu | 8–6   | Jul 2019 | ITF Corroios, Portugal                      | 25.000   | Duro       | Pemra Özgen          | 6–3, 4–6, 3–6    |
| Perdeu | 8–7   | Ago 2019 | ITF Koksijde, Bélgica                       | 25.000   | Saibro     | Richèl Hogenkamp     | 6–4, 1–6, 4–6    |
| Venceu | 9–7   | Out 2019 | ITF Cherbourg-en-Cotentin, França           | 25.000+H | Duro (i)   | Harmony Tan          | 6–4, 6–2         |
| Perdeu | 9–8   | Nov 2019 | ITF Saint-Étienne, França                   | 25.000   | Duro (i)   | Ana Bogdan           | w/o              |
| Venceu | 10–8  | Mar 2020 | ITF Mâcon, França                           | 25.000   | Duro (i)   | Jessika Ponchet      | 3–6, 6–1, 6–3    |
| Venceu | 11–8  | Out 2020 | ITF Reims, França                           | 25.000   | Duro (i)   | Liudmila Samsonova   | 6–4, 6–2         |
| Perdeu | 11–9  | Nov 2021 | ITF Nantes, França                          | 60.000   | Saibro     | Anhelina Kalinina    | 6–7(4), 0–1 ret. |
| Venceu | 12–9  | Nov 2021 | ITF Pétange, Luxemburgo                     | 25.000   | Duro (i)   | Anna Kubareva        | 6–3, 6–1         |
| Venceu | 13–9  | Jan 2023 | ITF Monastir, Tunisia                       | 25.000   | Duro       | Kristina Dmitruk     | 6–1, 6–1         |
| Venceu | 14–9  | Jan 2023 | ITF Andrézieux-Bouthéon [en], França        | 60.000   | Duro (i)   | Audrey Albié         | 3–6, 6–2, 7–5    |
| Venceu | 15–9  | Fev 2023 | ITF Grenoble [en], França                   | 60.000   | Duro (i)   | Simona Waltert       | 6–2, 7–5         |
| Perdeu | 15–10 | Mar 2023 | ITF Trnava [en], Eslováquia                 | 60.000   | Duro (i)   | Jaqueline Cristian   | 6–7(7), 6–7(4)   |
| Perdeu | 15–11 | Mar 2023 | ITF Trnava, Eslováquia                      | 60.000   | Duro (i)   | Lucie Havlíčková     | 6–3, 6–7(4), 5–7 |
| Venceu | 16–11 | Out 2023 | ITF Nantes, França                          | 60.000   | Duro (i)   | Gabriela Knutson     | 6–7(2), 6–3, 6–2 |
| Venceu | 17–11 | Nov 2023 | ITF Pétange, Luxemburgo (2)                 | 40.000   | Duro (i)   | Alex Eala            | 6–1, 7–5         |

## Vitórias sobre jogadoras Top 10
| #    | Jogadora           | Ranking | Evento               | Piso   | Rd | Placar   |
| ---- | ------------------ | ------- | -------------------- | ------ | -- | -------- |
| 2017 |                    |         |                      |        |    |          |
| 1.   | Dominika Cibulková | No. 5   | Madrid Open, Espanha | Saibro | 2R | 6–2, 6–4 |